# SPATA24
SPATA24 (англ. Spermatogenesis associated 24) – білок, який кодується однойменним геном, розташованим у людей на 5-й хромосомі. Довжина поліпептидного ланцюга білка становить 205 амінокислот, а молекулярна маса — 23 587.
| 10         |  | 20         |  | 30         |  | 40         |  | 50         |
| ---------- |  | ---------- |  | ---------- |  | ---------- |  | ---------- |
| MATPLGWSKA |  | GSGSVCLALD |  | QLRDVIESQE |  | ELIHQLRNVM |  | VLQDENFVSK |
| EEFQAVEKKL |  | VEEKAAHAKT |  | KVLLAKEEEK |  | LQFALGEVEV |  | LSKQLEKEKL |
| AFEKALSSVK |  | SKVLQESSKK |  | DQLITKCNEI |  | ESHIIKQEDI |  | LNGKENEIKE |
| LQQVISQQKQ |  | IFRNHMSDFR |  | IQKQQESYMA |  | QVLDQKHKKA |  | SGTRQARSHQ |
| HPREK      |  |            |  |            |  |            |  |            |

A: Аланін

C: Цистеїн

D: Аспарагінова кислота

E: Глутамінова кислота

F: Фенілаланін

G: Гліцин

H: Гістидин

I: Ізолейцин

K: Лізин

L: Лейцин

M: Метіонін

N: Аспарагін

P: Пролін

Q: Глутамін

R: Аргінін

S: Серин

T: Треонін

V: Валін

W: Триптофан

Кодований геном білок за функцією належить до білків розвитку. 
Задіяний у таких біологічних процесах, як транскрипція, регуляція транскрипції, диференціація клітин, сперматогенез, альтернативний сплайсинг. 
Білок має сайт для зв'язування з ДНК. 
Локалізований у цитоплазмі, ядрі.